# Nervus suprascapularis

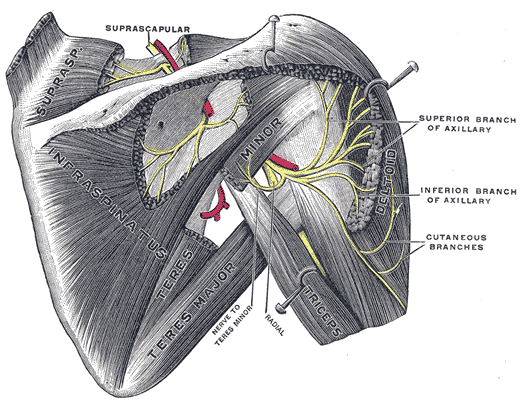
N. suprascapularis och n. axillaris förlopp på höger skulderblad och i axelleden.
Illustration: Gray's Anatomy, 1918. (PD)

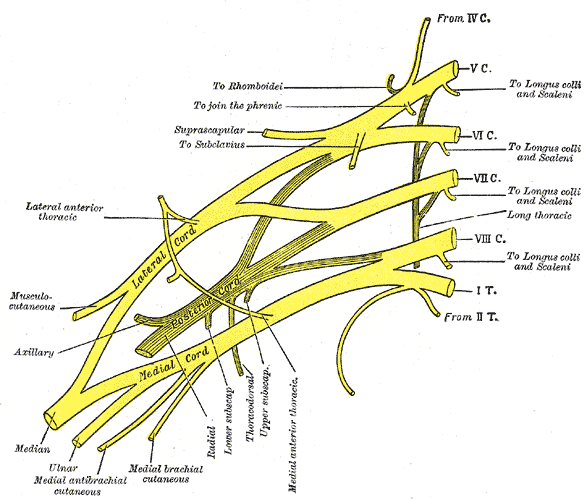
Plexus brachialis med n. suprascapularis uppe till höger.
Illustration: Gray's Anatomy, 1918. (PD)

Nervus suprascapularis är, i människans kropp, en motorisk och sensorisk nerv som avgår från den övre delen av plexus brachialis  som har sitt ursprung ur spinalnerver på femte och sjätte nivån i halsryggen. I ca 18% har nerven sitt ursprung även från den fjärde spinalnerven i halsryggen. 
Nevus suprascapularis har med tiden uppmärksammats mer som orsak till smärta och svaghet i axeln. Skälet kan vara inklämning (entrapment) i dess inträde i fossa supraspinatus (suprascapular notch) som ger nedsatt kraft i m.suprascapularis och m.infraspinatus eller i dess passage genom spina scapulae (spinoglenoid notch) där den orsakar nedsatt kraft i m.infraspinatus. Med tiden uppstår atrofier. 
N. suprascapularis passerar under m. trapezius och m. omohyoideus  ner till fossa supraspinatus genom en kanal (incisura scapulae) i skulderbladets övre kant (margo superior scapulae) som täcks av ett ligament (lig. transversum scapulae superior). I den övre fossan innerverar två grenar m. supraspinatus. 
Därefter passerar nerven under m. supraspinatus runt skulderkammens (spina scapulae) laterala sida ner till fossa infraspinata där två grenar innerverar m. infraspinatus.
Nerven är mixad, den har både en sensorisk och en mortorisk del. Den motoriska delen innerverar m.supraspinatus och m.infraspinatus, som är en del av rotatorkuffen. Nervens sensoriska del innerverar akromioklavikularleden samt glenohumeralleden.